# Alameda das Fontainhas
A Alameda das Fontainhas é um arruamento na freguesia do Bonfim, da cidade do Porto, em Portugal.
Este local é anualmente palco de um dos mais tradicional e antigo arraial popular da festa do São João.